# Parc national Banhine
Le parc national Banhine est une zone protégée du nord de la province de Gaza, au Mozambique. Le parc a été créé le 26 juin 1973.

## Géographie
Le parc national Banhine couvre une superficie de 7 250 km2. Il est rattaché au parc transfrontalier du Grand Limpopo en cours de constitution qui reliera les montagnes du Drakensberg à l'ouest jusqu'à l' estuaire de la rivière Save à l'est. La superficie totale protégée dépassera 95 624 km2. Il se compose de vastes zones humides intérieures, constituant une source d’eau importante pour les terres arides qui l’entourent. Le parc est situé dans une zone où les précipitations annuelles ne sont que de 430 millimètres (17 po). Cependant, plus de 1% du parc est constitué de zones humides et il existe également plus de mille casseroles dont la taille varie de quelques mètres carrés à plusieurs centaines d'hectares. Ces casseroles peuvent être très salées ou « sucrées » et buvables. L'eau provient de la région située au nord-ouest, près de la frontière entre le Zimbabwe et passe par de nombreux canaux dans les zones humides, puis dans la rivière Changane.
Sur le plan administratif, le parc est divisé entre le district de Chicualacuala (2 400 kilomètres carrés), le district de Chigubo (3 000 kilomètres carrés) et le district de Mabalane (1 600 kilomètres carrés)..

## Faune
18 espèces de poissons ont été recensées dans le parc. Les poissons-poumons africains , deux espèces de massacres et deux espèces de barbeaux se sont adaptées aux périodes prévisibles de sécheresse.
Le parc national Banhine abrite des buffles du Cap , des sassabi, des bubales, des zèbres de Selous, et des gnous. Des relevés aériens réalisés en octobre 2004 ont montré que le parc comptait des espèces d'animaux saines (autruches, koudous, impalas, duikers, steenboks, porc- pic, phacochères et oribis 
Un grand nombre d'animaux ont été détruits durant les guerres civiles des années 1980 et au début des années 1990. Cependant, le parc abrite toujours de nombreux animaux notamment des prédateurs comme les léopards , des lions, les servals, les hyènes tachetées et les guépards.

## Population
La réserve est encore occupées par quelques tribus qui vivent en cultivant sur brûlis le maïs, le sorgho, le manioc et la canne à sucre. Ces cultures restent précaires avec la sécheresse  et les populations pour survivre ont repris la chasse et la pêche. L'environnement s'en retrouve endommagé, aussi les pouvoirs publics encouragent-ils les gens à quitter le parc en construisant hors de la réserve des infrastructures plus accueillantes .